# 剰余体
数学において、剰余体（じょうよたい、英: residue field）は可換環論における基本的な構成である。R を可換環、m を極大イデアルとしたとき、剰余体は剰余環 k = R/m のことを言う（これは体である）。しばしば R は局所環で、このとき m はその唯一の極大イデアルである。
この構成は代数幾何学へ応用される。スキーム X の各点 x に x の剰余体 k(x) が関連付けられる。少し大まかに言うと、抽象代数多様体の点の剰余体は、点の座標の「自然な領域」である。

## 定義
R を極大イデアル m をもつ可換局所環とすると、剰余体は、商環 R/m である。
さて、X をスキームとし、x を X の点とする。スキームの定義により、A をある可換環としてアフィン近傍 U = Spec(A) がある。近傍 U の中で考えると、点 x は素イデアル p ⊂ A と対応する（ザリスキー位相を参照）。x における X の局所環は、定義により局所化 R = Ap であり、これは極大イデアル m = p·Ap を持つ。上の構成を適用して、点 x の剰余体を得る。
k(x) := Ap / p·Ap.
この定義はアフィン近傍 U の取り方に依らないことが証明できる。
ある体 K に対し、k(x) ⊂ K であるときに、点 x を K-有理点であると言う。

## 例
体 k 上のアフィン直線 A1(k) = Spec(k[t]) を考える。k が代数的閉体であれば、素イデアルにはちょうど2つの種類
- (t − a), a ∈ k
- (0), 零イデアル

が存在する。
剰余体は、
- {\displaystyle k[t]_{(t-a)}/(t-a)k[t]_{(t-a)}\cong k}
- {\displaystyle k[t]_{(0)}\cong k(t),}　k 上の一変数の関数体

である。
k が代数的閉体でなければ、さらに種類が発生する。例えば、k = R であれば、素イデアル (x2 + 1) は C と同型な剰余体を持つ。

## 性質
- 体 k 上の局所有限型（英語版）のスキームに対し、点 x が閉であることと、k(x) が基礎体 k の有限次拡大であることとは同値である。これはヒルベルトの零点定理の幾何学的定式化である。上記の例では、1種類目の点は閉で、剰余体 k を持ち、2種類目の点は生成点（英語版）で、k 上超越次数 1 である。
- K をある体として、射 Spec(K) → X は、点 x ∈ X と体拡大 K/k(x) を与えることと同じである。
- 体上の有限型のスキームのクルル次元は、生成点の剰余体の超越次数に等しい。